# Adam Wiśniewski (Handballspieler)

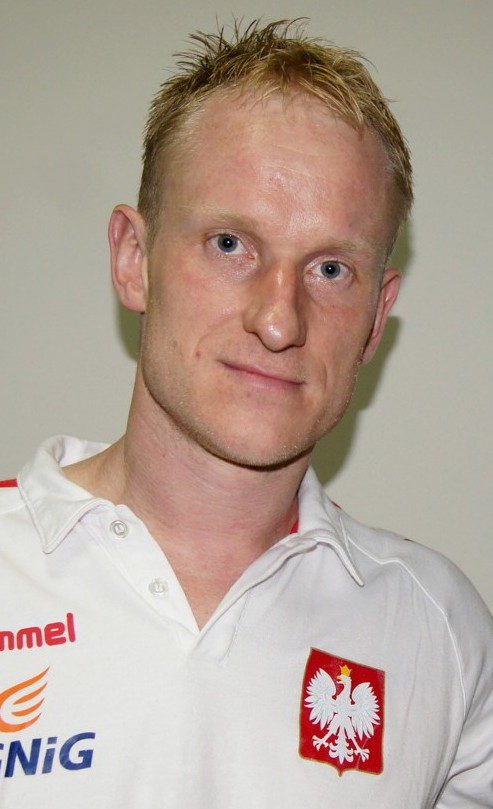
Adam Wiśniewski 2013

Adam Wiśniewski (* 24. Oktober 1980 in Płock) ist ein ehemaliger polnischer Handballspieler. Seit 2019 ist er Sportdirektor bei Wisła Płock.
Der 1,92 m große und 96 kg schwere Rechtshänder wurde zumeist auf Linksaußen eingesetzt und trug die Rückennummer 10.
Adam Wiśniewski begann mit dem Handballspiel in seiner Heimatstadt bei Wisła Płock und gehörte von 1998 bis zu seinem Karriereende im Jahr 2017 dem Profikader an. Mit Płock gewann er 2002, 2004, 2005, 2006, 2008 und 2011 die polnische Meisterschaft sowie 1999, 2001, 2005, 2007 und 2008 den Pokal. International erreichte er das Achtelfinale im Europapokal der Pokalsieger 2005/06 und 2006/07 sowie in der EHF Champions League 2011/12 und 2013/14. In der polnischen Superliga erzielte er 1023 Tore in 325 Spielen.
Mit der Polnischen Nationalmannschaft nahm Wiśniewski an der Europameisterschaft 2006 (10. Platz), an der Europameisterschaft 2012 (9. Platz), an der Europameisterschaft 2014 (6. Platz), an der Europameisterschaft 2016 (7. Platz) und an der Weltmeisterschaft 2013 (9. Platz) teil. Bei der Weltmeisterschaft 2015 gewann er mit Polen die Bronzemedaille. Weiterhin nahm er an den Olympischen Spielen 2016 in Rio de Janeiro teil. Er bestritt 157 Länderspiele, in denen er 299 Tore erzielte.
Während seiner Zeit als Sportdirektor gewann Płock 2022, 2023 und 2024 den polnischen Pokal sowie 2024 die polnische Meisterschaft.